# Krušovice (brouwerij)
De Koninklijke Brouwerij van Krušovice (Tsjechisch: Královský pivovar Krušovice, afgekort Krušovice) is een Tsjechische bierbrouwerij. 

## Geschiedenis
De brouwerij werd opgericht door Jiří Birka uit Násile toen die een boerderij met brouwerij erfde in het dorp Krušovice. Wanneer deze werd opgericht is niet bekend maar de eerste officiële vermelding dateert van 1581 toen de brouwerij te koop werd aangeboden. In 1583 werd de brouwerij gekocht door keizer Rudolf II. Zijn kroon is nog steeds afgebeeld in het logo van het bedrijf.
Na de Tweede Wereldoorlog werd de brouwerij eigendom van de Tsjechoslowaakse staat. Na de val van het communisme werd het weer een privébedrijf en kwam in 1994  in handen van de Oostenrijkse Radeberger Groep. In 2007 nam Heineken de brouwerij over van de Radeberger Groep.
In de Koninklijke Brouwerij van Krušovice wordt uitsluitend ondergistend bier gebrouwen.

## Bieren
Er worden diverse varianten Krušovice gebrouwen, waaronder:
- Imperial (5,0%)
- Černé (Dark, 3,8%)
- Světlé (Light, 3,8%)
- Mušketýr (Musketeer, 4,5%)